# Erigone (Tochter des Aigisthos)
Erigone (altgriechisch Ἠριγόνη Ērigónē) ist in der griechischen Mythologie die Tochter des Aigisthos und der Klytämnestra.
Nach Hyginus (Fabulae 122) wäre sie von ihrem Halbbruder Orestes, der zuvor schon Aletes, den Sohn des Aigisthos getötet hatte, ebenfalls umgebracht worden, hätte Artemis sie nicht entrafft und in Attika zur Priesterin gemacht.
Nach Pausanias (Beschreibung Griechenlands 2,18,5f.) verband Orestes sich jedoch mit seiner Halbschwester und zeugte mit ihr einen Sohn namens Penthilos.